# Nem én voltam!
A Nem én voltam! (eredeti cím: I Didn't Do It) 2014-től 2015-ig futott amerikai televíziós vígjáték, amelyet Tod Himmel és Josh Silverstein alkotott. A főbb szerepekben Olivia Holt, Austin North, Piper Curda, Peyton Clark és Sarah Gilman látható.
Amerikában Disney Channel mutatta be 2014. január 17-én. Magyarországon, pedig 2014. június 21-én mutatta be a Disney Channel.

## Történet
Lindy, Logan és barátaik már gimibe járnak, közben rengeteg kalandban vesznek részt, sok új diákkal ismerkednek meg, köztük lesz pár szerelem is. De vajon képesek lesznek kiállni a mindennapi új kalandokat?

## Szereplők
| Szereplő        | Színész      | Magyar hangja     |
| --------------- | ------------ | ----------------- |
| Lindy Watson    | Olivia Holt  | Pekár Adrienn     |
| Logan Watson    | Austin North | Jéger Zsombor     |
| Jasmine Kang    | Piper Curda  | Lamboni Anna      |
| Garrett Spenger | Peyton Clark | Böröndi Bence     |
| Delia Delfano   | Sarah Gilman | Andrusko Marcella |

## Epizódok
| Évad | Évad | Epizódok | Eredeti sugárzás  | Eredeti sugárzás  | Magyar sugárzás  | Magyar sugárzás   |
| Évad | Évad | Epizódok | Évadpremier       | Évadfinálé        | Évadpremier      | Évadfinálé        |
| ---- | ---- | -------- | ----------------- | ----------------- | ---------------- | ----------------- |
|      | 1    | 20       | 2014. január 17.  | 2014. december 7. | 2014. június 21. | 2015. február 21. |
|      | 2    | 19       | 2015. február 15. | 2015. október 16. | 2015. június 14. | 2016. június 18.  |